# Korupcja

Mapa przedstawiająca wskaźnik percepcji korupcji dla poszczególnych państw (2010)

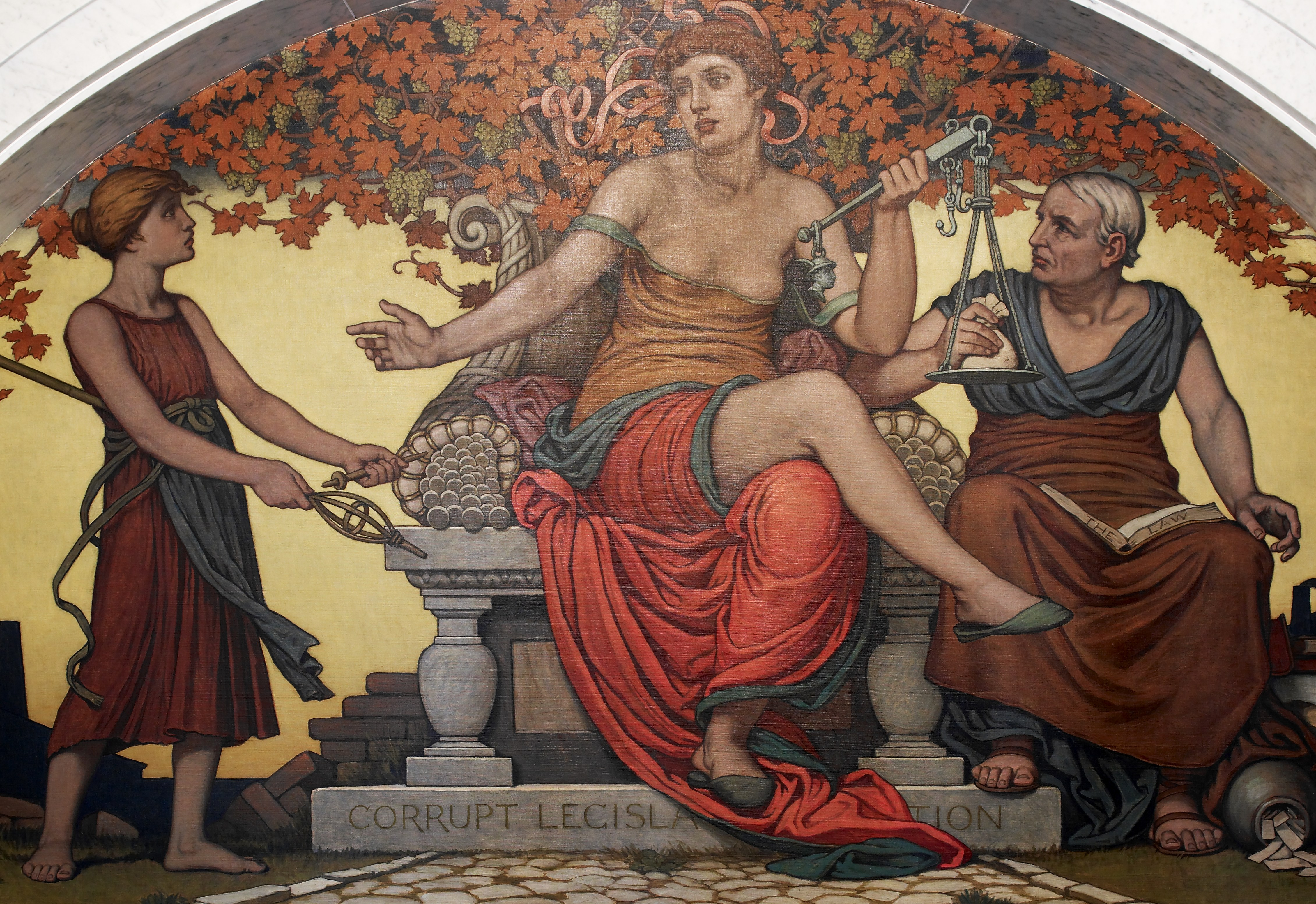
Alegoria przedstawiająca zjawisko korupcji
(Fresk Elihu Vedder z 1896)

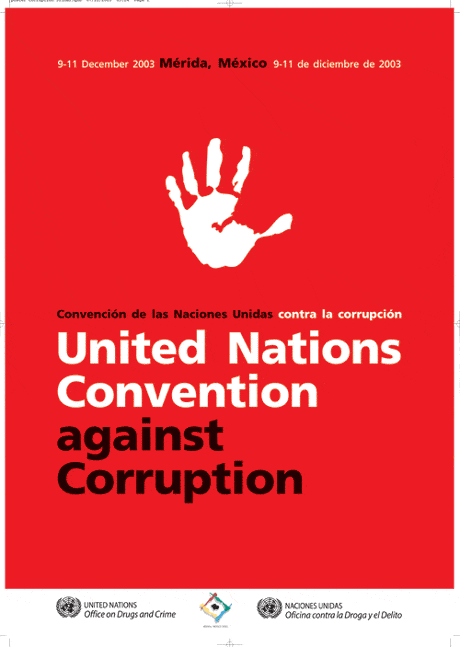
Konwencja Narodów Zjednoczonych przeciwko korupcji

Korupcja (łac. corruptio – zepsucie) – nadużycie stanowiska publicznego w celu uzyskania prywatnych korzyści.
Korupcja może w praktyce powstawać niezależnie od formy rządów. Poziom korupcji może być bardzo różny, od drobnych przypadków wykorzystania wpływu lub faworyzowania w celu wyświadczenia lub oddania przysługi, do kleptokracji (rządów złodziei), gdzie porzucone zostają nawet zewnętrzne pozory uczciwości.
Z korupcją można się spotkać zarówno w biurach polityków, jak i urzędników, w sektorze państwowym, jak i prywatnym. Często związana jest ona z handlem narkotykami, prostytucją, zarabianiem nielegalnych pieniędzy, ale się do nich nie ogranicza. Żeby zrozumieć problem i znaleźć skuteczne środki zaradcze konieczne jest w trakcie analizy rozdzielenie przestępczości i korupcji.

## Definicje prawne
W rozumieniu art. 1 ust. 3a ustawy z dnia 9 czerwca 2006 r. o Centralnym Biurze Antykorupcyjnym (Dz.U. z 2021 r. poz. 1671) korupcją jest obiecywanie, proponowanie, wręczanie, żądanie, przyjmowanie przez jakąkolwiek osobę, bezpośrednio lub pośrednio, jakiejkolwiek nienależnej korzyści majątkowej, osobistej lub innej, dla niej samej lub jakiejkolwiek innej osoby, lub przyjmowanie propozycji lub obietnicy takich korzyści w zamian za działanie lub zaniechanie działania w wykonywaniu funkcji publicznej lub w toku działalności gospodarczej.
W rozumieniu art. 2 cywilnoprawnej konwencji o korupcji sporządzonej w Strasburgu dnia 4 listopada 1999 r. (Dz.U. z 2004 r. nr 244, poz. 2443) korupcją jest żądanie, proponowanie, wręczanie lub przyjmowanie, bezpośrednio lub pośrednio, łapówki lub jakiejkolwiek innej nienależnej korzyści lub jej obietnicy, które wypacza prawidłowe wykonywanie jakiegokolwiek obowiązku lub zachowanie wymagane od osoby otrzymującej łapówkę, nienależną korzyść lub jej obietnicę.
Z kolei prawnokarna konwencja o korupcji sporządzona w Strasburgu dnia 27 stycznia 1999 r. (Dz.U. z 2005 r. nr 29, poz. 249) nakłada na strony konwencji obowiązek przyjęcia środków koniecznych do uznania przez prawo wewnętrzne za przestępstwo szereg zachowań związanych z przekupstwem:
- krajowych i zagranicznych funkcjonariuszy publicznych,
- funkcjonariuszy organizacji międzynarodowych,
- członków krajowych i zagranicznych zgromadzeń przedstawicielskich sprawujących władzę ustawodawczą lub wykonawczą,
- członków międzynarodowych zgromadzeń parlamentarnych,
- sędziów i funkcjonariuszy sądów międzynarodowych,

a także: handel wpływami, przekupstwa w sektorze prywatnym, pranie pieniędzy pochodzących z przestępstw korupcyjnych i przestępstwa księgowe.
Konwencja Narodów Zjednoczonych Przeciwko Korupcji (Dz.U. z 2007 r. nr 84, poz. 563) z 31 października 2003 r. określa przekupstwo jako obietnicę, propozycję lub wręczenie funkcjonariuszowi publicznemu, bezpośrednio lub pośrednio, nienależnej korzyści dla samego funkcjonariusza lub innej osoby bądź podmiotu, w celu działania lub zaniechania działania podczas wykonywania przez niego obowiązków służbowych, a także domaganie się lub przyjęcie przez funkcjonariusza publicznego, bezpośrednio lub pośrednio, takiej korzyści (art. 15). Do korzyści zaliczane jest mienie materialne, jak i niematerialne, ruchome i nieruchome, trwałe i nietrwałe, a także dokumenty prawne lub instrumenty stanowiące o istnieniu tytułu własności lub uprawnieniach do tych korzyści (art. 1).
Konwencja OECD o zwalczaniu przekupstwa zagranicznych funkcjonariuszy publicznych w międzynarodowych transakcjach handlowych sporządzona w Paryżu 17 grudnia 1997 r. (Dz.U. z 2001 r. nr 23, poz. 264) w art. 1 zobowiązuje Strony do uznania za przestępstwo umyślnego proponowania, obiecywania lub dawania przez jakąkolwiek osobę jakiejkolwiek nienależnej korzyści majątkowej lub innej zagranicznemu funkcjonariuszowi publicznemu, zarówno bezpośrednio, jak i poprzez pośredników, dla takiego funkcjonariusza lub dla osoby trzeciej, w celu skłonienia tego funkcjonariusza do działania lub powstrzymania się od działania w związku z wykonywaniem obowiązków służbowych, w celu otrzymania lub utrzymania możliwości prowadzenia działalności gospodarczej lub zapewnienia sobie innej nienależnej korzyści w prowadzeniu międzynarodowej działalności gospodarczej. Karane są również: podżeganie, pomocnictwo, poplecznictwo, sprawstwo kierownicze, usiłowanie i zmowa w celu przekupienia. Działanie lub zaniechanie działania w związku z wykonywaniem obowiązków służbowych obejmuje wszelkie wykorzystanie stanowiska funkcjonariusza publicznego, bez względu na to, czy pozostaje w zakresie kompetencji udzielonych temu funkcjonariuszowi.

## Warunki sprzyjające korupcji
- Relatywnie wysoki udział własności państwowej, gospodarka etatystyczna
- Brak jasnych przepisów prawnych, biurokracja, duża uznaniowość decyzji urzędniczych, skomplikowane i regulujące zbyt wiele dziedzin życia prawo (inflacja prawa)[1]
- Słaba władza sądownicza i wymiar sprawiedliwości
- Dużo władzy w rękach urzędników; brak lub niewielka odpowiedzialność karna za podejmowane przez nich decyzje
- Brak przejrzystości w podejmowaniu decyzji przez rząd; nieuregulowanie prawne kwestii lobbingu
- Interakcje w ramach wspólnych przedsięwzięć gospodarczych pomiędzy państwem a przedsiębiorstwami prywatnymi; niejasne zasady przeprowadzania przetargów publicznych; nieprzejrzyście prowadzone procesy prywatyzacyjne
- Obecność licznych świadczeń, dotacji i zasiłków wypłacanych przez państwo
- Skupienie mocy podejmowania decyzji, reżimy niedemokratyczne (centralizacja)
- Zaangażowanie znacznych środków publicznych w pojedyncze projekty
- Zamknięte kliki dbające o własne interesy, sieci kolesiowskie („old-boy” networks)
- Źle opłacani urzędnicy państwowi[2]
- Apatyczny i niezainteresowany lub bezkrytyczny i łatwo dający się prowadzić demos, niewystarczająco zaangażowany w monitorowanie sfery działań politycznych
- Słabe więzy społeczne
- Brak wolności słowa; brak pluralistycznych, niezależnych mediów monitorujących poczynania władz
- Brak społecznych programów prewencyjnych
- Karalność strony dającej (zwłaszcza w przypadku wymuszenia łapówki) powoduje, że ukrycie faktu korupcji leży w interesie obu stron
- System ochrony zdrowia finansowany z podatków[3]

## Negatywne skutki
- zakłóca funkcjonowanie mechanizmów rynkowych
- ogranicza potencjał inwestycyjny firmy
- szkodzi finansom publicznym
- deformuje strukturę wydatków publicznych
- zmniejsza rentowność inwestycji publicznych
- nieewidencjonowany przepływ pieniędzy, obniża dochody państwa
- odstrasza zagranicznych inwestorów
- ogranicza poziom zaufania społeczeństwa do organów władzy państwowej, a nawet podmiotów prywatnych (np. spadek kursu spółki na giełdzie papierów wartościowych)
- ogranicza wzrost gospodarczy
- ogranicza realizacje celów społecznych
- sprzyja naruszaniu praw człowieka
- zagrożenie dla demokracji
- korzyści wynikające z korumpowania ułatwiają funkcjonowanie zorganizowanej przestępczości

### Demokracja
Korupcja stanowi poważne zagrożenie dla rozwoju państwa. W dziedzinie polityki, podkopuje demokrację i dobre zarządzanie przez naruszanie procesów formalnych. Korupcja w czasie wyborów i w ciałach ustawodawczych skutkuje nierówną dystrybucją dóbr i usług. Bardziej ogólnie, na skutek korupcji zmniejsza się zdolność instytucji do wykonywania procedur, wypompowane zostają zasoby a urzędnicy są zatrudniani i awansują bez uwzględniania ich sprawności. Jednocześnie korupcja narusza takie wartości demokratyczne jak zaufanie i tolerancja.

### Gospodarka
Korupcja podkopuje również rozwój gospodarczy, generując poważne wypaczenia i niesprawność. Dla przedsiębiorców prywatnych, korupcja zwiększa koszty prowadzenia działalności, dodając same pozaprawne opłaty, koszty prowadzenia negocjacji z urzędnikami, ryzyko złamania uzgodnień i ryzyko wykrycia. Chociaż niektórzy utrzymują, że korupcja zmniejsza koszty przez redukcję biurokracji, to ogólnie w coraz większym stopniu przyjmuje się, że dostępność łapówek nakłania urzędników do wymyślania nowych zasad i opóźnień. Poza zwiększaniem kosztów, korupcja wprowadza nierówne zasady, chroniąc firmy mające powiązania przed konkurencją i pośrednio promując firmy mało efektywne.
Korupcja wykoślawia również sektor publiczny, przenosząc inwestycje publiczne do projektów oferujących więcej łapówek. Urzędnicy mogą zwiększać techniczną złożoność projektów publicznych, żeby ukryć takie układy, w ten sposób jeszcze głębiej zakłócając przebieg inwestycji. Korupcja osłabia też zgodność z wymaganiami konstrukcyjnymi, ochrony środowiska itp., obniża jakość usług państwowych i infrastruktury oraz zwiększa ciężar budżetu. Jednym z najgroźniejszych zjawisk korupcyjnych są łapówki za podpisanie protokołu odbioru niezgodnego z prawdą – za produkt niepełny, niedziałający, wadliwy lub w ogóle nieistniejący.
Istnieje pogląd, że korupcja spełnia rolę „smarującą” wzrost gospodarczy w państwach o nieefektywnym sektorze publicznym, jednak wyniki badań empirycznych są w tej kwestii niejednoznaczne. Według modeli budowanych w oparciu o teorię gier przez Ubedę i Dueneza z Uniwersytetu Harvarda pewien niewielki poziom korupcji jest niezbędny dla prawidłowego funkcjonowania społeczeństwa.

### Dobrobyt narodowy
Korupcja ma znaczący ujemny wpływ na poziom życia obywateli. Rządy mają wtedy tendencje do stosowania zasad, które faworyzują dających łapówki, a nie ogół. Inny przykład to konstruowanie praw chroniących wielkie korporacje, a jednocześnie krzywdzących drobne przedsiębiorstwa. Politycy promujący w ten sposób przedsiębiorczość, oddają po prostu przysługi korporacjom, które miały duży wkład w ich kampanie wyborcze.

## Rodzaje nadużyć
W ramach korupcji zawierają się zarówno nadużycia popełniane przez urzędników państwowych jak defraudacja czy nepotyzm, jak i nadużycia wiążące osoby prywatne z urzędnikami: przekupstwo, wymuszenie, płatna protekcja lub oszustwo.

### Przekupstwo: dający i biorący
W tym przypadku potrzebne są dwie strony: ta, która oferuje łapówkę, i ta, która ją przyjmuje. W niektórych krajach tradycja korupcyjna rozciąga się na wszystkie aspekty życia publicznego, czyniąc prowadzenie przedsiębiorstwa praktycznie niemożliwym bez wręczania łapówek. Kraje w których najczęściej występuje dawanie łapówek nie są ogólnie tymi samymi w których najpowszechniejsze jest branie łapówek.
Według badania Transparency International (wskaźnik percepcji korupcji) przeprowadzonego w 2004 w 146 państwach, jako najmniej łapówkarskie (najbardziej „przejrzyste”) postrzegane są:
1) Finlandia, 2) Nowa Zelandia, 3) Dania, 4) Islandia, 5) Singapur, 6) Szwecja, 7) Szwajcaria, 8) Norwegia, 9) Australia, 10) Holandia.
Polska zajęła 67. miejsce, ex aequo z Chorwacją, Peru i Sri Lanką.
Sąsiedzi Polski zajęli miejsca: Niemcy 15., Czechy 51., Słowacja 57., Ukraina 122., Białoruś 74., Litwa 44., Rosja 90.
Według badania z roku 2009, za najbardziej skorumpowane uchodzą:
1) Haiti, 2) Mjanma, 3) Irak, 4) Gwinea, 5) Sudan, 6) Demokratyczna Republika Konga, 7) Czad, 8) Bangladesz, 9) Uzbekistan, 10) Gwinea Równikowa.
W raporcie z 2006 roku Polska poprawiła swoją pozycję zajmując 61. ex aequo z Jamajką. Inne państwa europejskie o niższym postrzeganym wskaźniku korupcji to m.in. Turcja (60), Bułgaria (57), Grecja (54), Czechy (46), Słowacja (49), Włochy (45), Węgry (41), Litwa (46), Łotwa (49) i Estonia (24).
Jednak wartość tych badań jest kwestionowana, ponieważ dotyczy subiektywnych odczuć badanych osób.

## Straty
UE rocznie traci 120 mld euro z powodu korupcji. Według raportu OLAF z 2013 roku w Polsce 19–23% przetargów mogło być ustawionych w wyniku zmowy przetargowej lub korupcji. Dla porównania, we Francji było to 3%, a w Holandii 1% przetargów. We Włoszech symptomy zmowy znaleziono w 8–10% przetargów, zaś w Hiszpanii 31–37%.

## Prawo karne obowiązujące w Polsce
Kodeks karny (1997):
Art. 228. § 1. Kto, w związku z pełnieniem funkcji publicznej, przyjmuje korzyść majątkową lub osobistą albo jej obietnicę, podlega karze pozbawienia wolności od 6 miesięcy do lat 8. § 2. W wypadku mniejszej wagi, sprawca podlega grzywnie, karze ograniczenia wolności albo pozbawienia wolności do lat 2. Według § 3 jeśli przyjęcie korzyści albo jej obietnicy nastąpiło za zachowanie stanowiące naruszenie przepisów prawa, sprawca podlega karze pozbawienia wolności od roku do lat 10. Jeśli korzyść jest znacznej wartości, kara pozbawienia wolności sięga od lat 2 do 15, a jeżeli wielkiej wartości - od 3 do 20.
Art. 229 identycznym karom podlega udzielający korzyści lub jej obietnicy. Sprawca nie podlega karze, jeżeli korzyść majątkowa lub osobista albo ich obietnica zostały przyjęte przez osobę pełniącą funkcję publiczną, a sprawca zawiadomił o tym fakcie organ powołany do ścigania przestępstw i ujawnił wszystkie istotne okoliczności przestępstwa, zanim organ ten o nim się dowiedział.
Art. 230 § 1. Kto, powołując się na wpływy w instytucji państwowej, samorządowej, organizacji międzynarodowej albo krajowej lub w zagranicznej jednostce organizacyjnej dysponującej środkami publicznymi albo wywołując przekonanie innej osoby lub utwierdzając ją w przekonaniu o istnieniu takich wpływów, podejmuje się pośrednictwa w załatwieniu sprawy w zamian za korzyść majątkową lub osobistą albo jej obietnicę, podlega karze pozbawienia wolności od 6 miesięcy do lat 8. § 2. W wypadku mniejszej wagi, sprawca podlega grzywnie, karze ograniczenia wolności albo pozbawienia wolności do lat 2.
Art. 230a. § 1. Kto udziela albo obiecuje udzielić korzyści majątkowej lub osobistej w zamian za pośrednictwo w załatwieniu sprawy w instytucji państwowej, samorządowej, organizacji międzynarodowej albo krajowej lub w zagranicznej jednostce organizacyjnej dysponującej środkami publicznymi, polegające na bezprawnym wywarciu wpływu na decyzję, działanie lub zaniechanie osoby pełniącej funkcję publiczną, w związku z pełnieniem tej funkcji, podlega karze pozbawienia wolności od 6 miesięcy do lat 8. § 2. W wypadku mniejszej wagi, sprawca podlega grzywnie, karze ograniczenia wolności albo pozbawienia wolności do lat 2. Sprawca nie podlega karze, jeżeli korzyść majątkowa lub osobista albo ich obietnica zostały przyjęte przez osobę pełniącą funkcję publiczną, a sprawca zawiadomił o tym fakcie organ powołany do ścigania przestępstw i ujawnił wszystkie istotne okoliczności przestępstwa, zanim organ ten o nim się dowiedział.
Art. 231. § 1. Funkcjonariusz publiczny, który, przekraczając swoje uprawnienia lub nie dopełniając obowiązków, działa na szkodę interesu publicznego lub prywatnego, podlega karze pozbawienia wolności do lat 3. § 2. Jeżeli sprawca dopuszcza się czynu określonego w § 1 w celu osiągnięcia korzyści majątkowej lub osobistej, podlega karze pozbawienia wolności od roku do lat 10. § 3. Jeżeli sprawca czynu określonego w § 1 działa nieumyślnie i wyrządza istotną szkodę, podlega grzywnie, karze ograniczenia wolności albo pozbawienia wolności do lat 2.
§ 2 nie ma zastosowania, jeżeli czyn wyczerpuje znamiona czynu zabronionego określonego w art. 228.
Art. 271. § 1. Funkcjonariusz publiczny lub inna osoba uprawniona do wystawienia dokumentu, która poświadcza w nim nieprawdę co do okoliczności mającej znaczenie prawne, podlega karze pozbawienia wolności od 3 miesięcy do lat 5. § 2. W wypadku mniejszej wagi, sprawca podlega grzywnie albo karze ograniczenia wolności. § 3. Jeżeli sprawca dopuszcza się czynu określonego w § 1 w celu osiągnięcia korzyści majątkowej lub osobistej, podlega karze pozbawienia wolności od 6 miesięcy do lat 8.
Art. 296 § 2 przy prowadzeniu cudzych spraw majątkowych narażenie ich na poważną stratę podlega karze pozbawienia wolności od 6 miesięcy do lat 8, gdy sprawca działa z chęci zysku.
Art. 296a. § 1. Kto, pełniąc funkcję kierowniczą w jednostce organizacyjnej wykonującej działalność gospodarczą lub pozostając z nią w stosunku pracy, umowy zlecenia lub umowy o dzieło, żąda lub przyjmuje korzyść majątkową lub osobistą albo jej obietnicę, w zamian za nadużycie udzielonych mu uprawnień lub niedopełnienie ciążącego na nim obowiązku mogące wyrządzić tej jednostce szkodę majątkową albo stanowiące czyn nieuczciwej konkurencji lub niedopuszczalną czynność preferencyjną na rzecz nabywcy lub odbiorcy towaru, usługi lub świadczenia, podlega karze pozbawienia wolności od 3 miesięcy do lat 5. § 2. Tej samej karze podlega, kto w wypadkach określonych w § 1 udziela albo obiecuje udzielić korzyści majątkowej lub osobistej. W sprawach mniejszej wagi sprawca podlega grzywnie, karze ograniczenia wolności albo pozbawienia wolności do lat 2. Przy znacznej szkodzie kara wynosi od 6 miesięcy do lat 8. Sprawca przekupstwa nie podlega karze jeżeli korzyść albo obietnica została przyjęta, a sprawca zawiadomił o tym organ powołany do ścigania przestępstw i ujawnił wszystkie istotne okoliczności przestępstwa, zanim organ ten o nim się dowiedział.
Art. 299. § 1. Kto środki płatnicze, instrumenty finansowe, papiery wartościowe, wartości dewizowe, prawa majątkowe lub inne mienie ruchome lub nieruchomości, pochodzące z korzyści związanych z popełnieniem czynu zabronionego, przyjmuje, przekazuje lub wywozi za granicę, pomaga do przenoszenia ich własności lub posiadania albo podejmuje inne czynności, które mogą udaremnić lub znacznie utrudnić stwierdzenie ich przestępnego pochodzenia lub miejsca umieszczenia, ich wykrycie, zajęcie albo orzeczenie przepadku, podlega karze pozbawienia wolności od 6 miesięcy do lat 8. § 2. tej samej karze podlega, kto będąc pracownikiem lub działając w imieniu lub na rzecz banku, instytucji finansowej lub kredytowej lub innego podmiotu, na którym na podstawie przepisów prawa ciąży obowiązek rejestracji transakcji i osób dokonujących transakcji, przyjmuje, wbrew przepisom, środki płatnicze, instrumenty finansowe, papiery wartościowe, wartości dewizowe, dokonuje ich transferu lub konwersji, lub przyjmuje je w innych okolicznościach wzbudzających uzasadnione podejrzenie, że stanowią one przedmiot czynu określonego w § 1, lub świadczy inne usługi mające ukryć ich przestępne pochodzenie lub usługi w zabezpieczeniu przed zajęciem. Jeżeli sprawca dopuszcza się czynu określonego w § 1 lub 2, działając w porozumieniu z innymi osobami, lub o ile osiąga znaczną korzyść majątkową, podlega karze pozbawienia wolności od roku do lat 10. Nie podlega karze za przestępstwo określone w § 1 lub 2, kto dobrowolnie ujawnił wobec organu powołanego do ścigania przestępstw informacje dotyczące osób uczestniczących w popełnieniu przestępstwa oraz okoliczności jego popełnienia, jeżeli zapobiegło to popełnieniu innego przestępstwa; jeżeli sprawca czynił starania zmierzające do ujawnienia tych informacji i okoliczności, sąd stosuje nadzwyczajne złagodzenie kary.
Art. 302. § 1. Kto, w razie grożącej mu niewypłacalności lub upadłości, nie mogąc zaspokoić wszystkich wierzycieli, spłaca lub zabezpiecza tylko niektórych, czym działa na szkodę pozostałych, podlega grzywnie, karze ograniczenia wolności albo pozbawienia wolności do lat 2.
§ 2. Kto wierzycielowi udziela lub obiecuje udzielić korzyści majątkowej za działanie na szkodę innych wierzycieli w związku z postępowaniem upadłościowym lub zmierzającym do zapobiegnięcia upadłości, podlega karze pozbawienia wolności do lat 3. § 3. Tej samej karze podlega wierzyciel, który w związku z określonym w § 2 postępowaniem przyjmuje korzyść za działanie na szkodę innych wierzycieli albo takiej korzyści żąda.
Art. 305. § 1. Kto, w celu osiągnięcia korzyści majątkowej, udaremnia lub utrudnia przetarg publiczny albo wchodzi w porozumienie z inną osobą działając na szkodę właściciela mienia albo osoby lub instytucji, na rzecz której przetarg jest dokonywany, podlega karze pozbawienia wolności do lat 3. § 2. Tej samej karze podlega, kto w związku z publicznym przetargiem rozpowszechnia informacje lub przemilcza istotne okoliczności mające znaczenie dla zawarcia umowy będącej przedmiotem przetargu albo wchodzi w porozumienie z inną osobą, działając na szkodę właściciela mienia albo osoby lub instytucji, na rzecz której przetarg jest dokonywany. Jeśli poszkodowanym jest Skarb Państwa ściganie następuje z urzędu, w innych wypadkach na wniosek poszkodowanego.
W razie skazania osoby pełniącej funkcję publiczną za przestępstwa określone w art. 228 § 1 i 3–6, art. 230 § 1, art. 230a § 1, art. 250a § 1 i 2, art. 271 § 3, art. 296a § 1, 2 i 4 oraz art. 305 § 1 i 2 Kodeksu karnego orzeka się zakaz zajmowania stanowiska lub wykonywania zawodu lub pracy w organach i instytucjach państwowych i samorządu terytorialnego, a także w spółkach prawa handlowego, w których Skarb Państwa lub jednostka samorządu terytorialnego posiadają bezpośrednio lub pośrednio przez inne podmioty co najmniej 10% akcji lub udziałów (wobec innych osób, w tym za przestępstwo określone w art. 229 § 1 i 3-5 Kodeksu karnego, zakaz jest fakultatywny). W razie skazania za przestępstwo określone w art. 228 § 1 i 3–6, art. 229 § 1 i 3–5, art. 230 § 1, art. 230a § 1, art. 250a § 1 i 2, art. 271 § 3, art. 296a § 1, 2 i 4 oraz art. 305 § 1-4, jak również art. 306b Kodeksu karnego można orzec pozbawienie praw publicznych.